# Phylloptera brevifolia
Phylloptera brevifolia är en insektsart som beskrevs av Brunner von Wattenwyl 1891. Phylloptera brevifolia ingår i släktet Phylloptera och familjen vårtbitare. Inga underarter finns listade i Catalogue of Life.